# Saint-Pierre-des-Champs
Saint-Pierre-des-Champs (okzitanisch Sant Pèire dels Camps) ist eine französische Gemeinde mit 202 Einwohnern (Stand 1. Januar 2022) im Département Aude in der Region Okzitanien. Sie gehört zum Arrondissement Narbonne und zum Kanton Les Corbières.

## Lage
Das Gemeindegebiet ist Teil des Regionalen Naturparks Corbières-Fenouillèdes.
Nachbargemeinden von Saint-Pierre-des-Champs sind Lagrasse im Nordosten, Talairan im Südosten, Saint-Martin-des-Puits im Südwesten und Caunettes-en-Val im Nordwesten.

## Bevölkerungsentwicklung
| Jahr      | 1962 | 1968 | 1975 | 1982 | 1990 | 1999 | 2013 |
| Einwohner | 189  | 155  | 152  | 121  | 134  | 127  | 177  |

## Sehenswürdigkeiten
- Château
- Kirche Saint-Pierre